# Asesinato de David Stack
David Arthur Stack (5 de julio de 1957-9 de junio de 1976) fue un joven estadounidense asesinado mientras hacía autostop desde su casa en Broomfield, Colorado hasta California. Stack fue asesinado por un asaltante o asaltantes desconocidos en Wendover, Utah. Su cuerpo fue encontrado un día después de su asesinato tirado en un basurero en el condado rural de Tooele, aunque siguió siendo un difunto no identificado durante 39 años hasta 2015, cuando su cuerpo fue identificado mediante una comparación de registros dentales y pruebas genéticas.

## Desaparición
Stack se graduó de la escuela secundaria en 1975 y luego decidió hacer autostop, para visitar a unos hermanos en California. Fue visto por última vez el 1 de junio de 1976 saliendo de su residencia en Broomfield, Colorado. Después de su partida, nunca más se le volvió a ver; los familiares que vivían en su presunto destino nunca llegaron a presenciar su llegada.
Mientras era tratado como una persona desaparecida antes de que se identificara su cuerpo, fue excluido como la identidad de otros trece casos de difuntos no identificados.

## Descubrimiento y examen
El cuerpo del joven fue localizado en un vertedero en el condado de Tooele, Utah, el 10 de junio de 1976. Se estimó que la víctima tenía entre diecisiete y veintidós años de edad, y tenía cabello castaño oscuro ondulado largo hasta los hombros, con bigote y barba incipientes, y ojos marrones. Estaba vestido, lucía una camisa marrón grisáceo, vaqueros con parches en las rodillas y un cinturón negro. No había calzado presente. Se le calculó 1,80 de altura y un peso de 77 kg y su sangre era O positivo (el más común). Se cree que fue visto con vida en la ciudad cercana de Wendover, Utah, aproximadamente a las 3:00 p. m., un día antes del hallazgo de su cadáver.
Las características distintivas eran una cicatriz blanquecina en la frente, una cicatriz de vacunación en el hombro izquierdo y otra en la muñeca izquierda. En su pie derecho, tenía deformados varios dedos en martillo, que pueden deberse al uso de zapatos apretados o posiblemente a otras razones. Después de que se completó el examen del cuerpo, el joven fue enterrado en el cementerio de la ciudad de Tooele, luego de que el caso quedara sin resolver.
El informe de persona no identificada de Stack se ingresó en la base de datos nacional de personas desaparecidas y no identificadas en junio de 2010, donde los detalles del caso se dieron a conocer al público en un esfuerzo por identificarlo. Este caso finalmente fue reabierto por la policía en 2014. El Centro Nacional para Niños Desaparecidos y Explotados también fue contactado por el departamento de policía del condado de Tooele y creó una reconstrucción facial forense del sujeto utilizando fotografías mortuorias como influencia para crear una semejanza de sus rasgos faciales. Posteriormente, la organización desarrolló un cartel que se mostró al público con la esperanza de que alguien que lo hubiera conocido en vida lo reconociera. Se informó que la causa de la muerte de la víctima fueron dos heridas de bala en la cabeza. Este detalle no se dio a conocer al público hasta que se desarrolló un avance importante en el caso.

## Identificación
En mayo de 2015, las autoridades anunciaron un avance en el caso. Se observó que los registros dentales de Stack eran muy similares a los del John Doe de Utah. La policía declaró de inmediato que estaban "seguros" de que el cuerpo era el de David Stack. La víctima fue exhumada para obtener evidencia de ADN para confirmar si era Stack y también se recolectó ADN de sus familiares para comparar. Inicialmente, se esperaba que los resultados de las pruebas de ADN demoraran entre seis y ocho meses. Sin embargo, el 11 de agosto de 2015 se informó que las pruebas de ADN coincidían tanto con el cuerpo no identificado como con los parientes de David Stack, menos de tres meses después de que se hiciera la coincidencia a través de los registros dentales. Su cuerpo fue almacenado en una morgue después de su exhumación antes de ser transportado por su familia para volver a reenterrarlo en su localidad natal. Las autoridades declararon que una explicación de por qué una coincidencia potencial tardó tantos años fue porque la "comunicación entre departamentos en otros estados" no estaba tan avanzada como lo está en la actualidad. Otra razón fue porque la víctima no llevaba ningún tipo de identificación.
Dado que fue identificado, los investigadores esperan que puedan surgir nuevos detalles sobre el asesinato actualmente sin resolver, ya que se espera que los sujetos con conocimiento sobre las circunstancias de la desaparición o asesinato de Stack presenten cualquier información.